# Xenasma praeteritum
Xenasma praeteritum är en svampart som först beskrevs av H.S. Jacks., och fick sitt nu gällande namn av Donk 1957. Xenasma praeteritum ingår i släktet Xenasma och familjen Xenasmataceae.   Inga underarter finns listade i Catalogue of Life.